# 唐朝伊斯蘭教

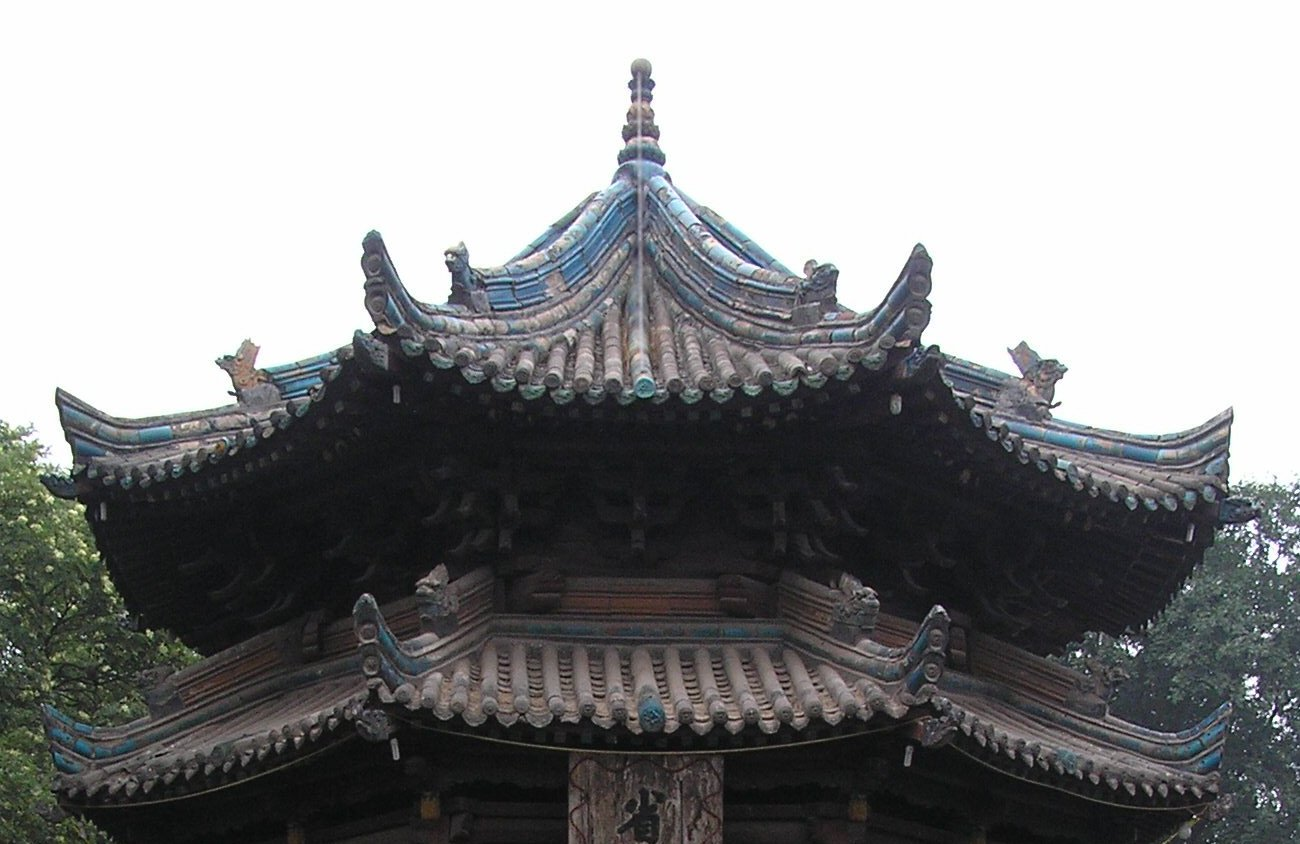
西安清真大寺

伊斯蘭教在中國的歷史可以追溯到唐代，根據中國穆斯林傳統傳說中的纪錄，穆罕默德死亡18年後。第三個哈里發奧斯曼·伊本·阿凡派穆罕默德舅父瓦葛斯出使中國，謁見唐高宗（廣州懷聖寺和他有關）。

## 起源
一般歷史家認為這傳說没根據，他們認為唐代開放環境與在西突厥故地置官，密切接觸中亞（原非穆斯林）和西亞的商人，這有助於伊斯蘭教傳入。

## 早期伊斯蘭教和中國之間的聯繫
阿拉伯人首先指出，中國人在史料用大食一字紀錄波斯人，阿拉伯人最早可追溯至713年。
阿拔斯王朝在751年怛羅斯戰役打敗唐朝，安史之亂時有大食兵助唐肅宗平亂。也經常有商船從阿拔斯王朝各地來到中國。

## 早期穆斯林在中國
長安是穆斯林其中一個最初定居點，根據裡面有一塊石碑上雕刻，西安大清真寺建於天宝元年（742年）。
阿拉伯和波斯商人通過陆上絲綢之路和海上絲綢之路經泉州港源源不斷來到中國。他們生活在蕃坊中，有自己的清真寺。
他們的宗教在當时只是其中一種“夷教”，也没意欲傳播，所以不引起注意。